# Ocampa
Els ocampa són una de les espècies de l'univers fictici de Star Trek. No obstant només surten a la sèrie Star Trek: Voyager ja que el seu poble es troba al quadrant Delta, part de la galàxia inexplorada de moment.
Els ocampa són un poble que només viuen en un planeta (ja que no controlen la tecnologia de l'hiperespai) i sota terra en grans ciutats a causa de les condicions atmosfèriques que hi ha per culpa l'error d'un ent mil anys enrere (del començament de la sèrie).
Tenen una esperança de vida de 9-10 anys i tenen una gran capacitat d'aprenentatge, poden assimilar informació amb molta facilitat.
Els ocampa només poden reproduir-se un cop a la vida durant un període anomenat elogium que passa quan tenen entre 4 i 5 anys.